# 那野比古
那野 比古（なの ひこ、1936年（昭和11年） - 2017年（平成29年））は、科学技術ジャーナリスト、多摩大学名誉教授。本名・井上一郎。
岡山県生まれ。岡山県立倉敷青陵高等学校、東京大学理学部卒業。サンケイ新聞、情報産業新聞記者を経て、1982年に科学技術ジャーナリスト・サンケイ新聞客員記者。郵政省などの各種委員も務める。1989年に多摩大学経営情報学部教授。日本ベンチャー学会副会長なども歴任。2007年に定年退任。

## 著書
- 『コンピュータ世界の最前線』アスキー出版、1981
- 『コンピュータビジネス最前線』アスキー出版、1981
- 『公式いらず!!愉快な数学の本 誰でもわかるマイコン時代の数学常識』こう書房、1982
- 『コンピュータ・パニック』読売新聞社、1982、のち中公文庫
- 『最先端(産業)技術50の常識 入門の入門!! 誰でも即"新技術"の動きがつかめる本』こう書房、1982
- 『日米コンピューター戦争 IBM産業スパイ事件の底流』日本経済新聞社、1982
- 『入門の入門!!パソコン(マイコン)50の常識 誰でも即席マイコン通になれる本』こう書房、1982
- 『ロボット失業』大陸書房、1982
- 『コンピューター王国 熾烈を極める、開発・拡販戦争の実態』大陸書房、1983、現代の王国シリーズ
- 『システムハウス マイコン革命に賭ける技術集団』日本経済新聞社、1983
- 『小さな世界企業 これがベンチャービジネスだ』日本経済新聞社、1983
- 『パソコン・ソフトのつくり方 日本語プログラミング、BASIC、PIPSのすべてがわかる本』こう書房、1983
- 『LAN 構内情報通信システム』経林書房、1984
- 『OA革命の新次元 あなたの仕事・会社・産業はこう変わる』ダイヤモンド社、1984
- 『次元と宇宙ここまでわかった』こう書房、1984 おとなのうんちく読本
- 『人工知能の衝撃 第5世代コンピューター最前線』日本経済新聞社、1984
- 『総点検「地球」50のナゾ 穴をほらずにここまで分かった』こう書房、1984 おとなのうんちく読本
- 『「ソード」式戦略経営 技術差攻撃で挑む独創集団』ダイヤモンド社、1985
- 『第五世代コンピュータ やってくる考えるロボットの時代』教育社・入門新書 時事問題解説 1985
- 『知能ロボットの驚異 極限に挑む「移動型」最前線』日本経済新聞社、1985
- 『ハイテク最前線の読み方 5～10年以内に、この技術が実現する!』こう書房、1985
- 『富士通・日立よこれではIBMに潰される そのとき日本電気はどうなる IBM「SNA」戦略と国産コンピュータの闘い』徳間ブックス、1985
- 『最新パソコンを10倍うまく使う法 いま何ができ、どんな可能性があるか?』こう書房、1986
- 『ソフト新時代 コピー社会の終焉』毎日新聞社、1986
- 『那野比古のパソコンAIのススメ』電波新聞社、OAパソコン選書、1986
- 『ハッカー 恐るべきコンピュータ犯罪の実態』現代書林、1986
- 『パソコン通信のすべて 新たなニューメディアの主役』日本経済新聞社、1986
- 『32ビットスーパーパソコン OS/2からTRONまで』技術評論社、1987
- 『侵入者ハッカーの挑戦』講談社、1987
- 『セラミックス超電導のすべてがわかる本 夢の技術に産業社会は何を期待できるか』こう書房、1987
- 『バイオ・ベンチャー「林原」の挑戦 独創性を追求する戦略型企業』ダイヤモンド社、1987
- 『わかりやすい半導体のはなし IC.LSIの生産プロセスから技術ノウハウまで半導体現場のすべてがわかる本』日本実業出版社、1987
- 『アスキー新人類企業の誕生』文芸春秋、1988
- 『知的所有権』中公文庫、1988
- 『知的所有権そこが知りたい モノ真似社会からの脱却』日本工業新聞社、1988
- 『AT&TとIBM』講談社現代新書、1989
- 『コンピュータ近未来学 広がる夢と創造の世界』日刊工業新聞社、1989
- 『ニューロコンピュータ革命』講談社、1989
- 『SISは企業を変える』講談社現代新書、1991
- 『これ以上やさしく書けないパソコンのA級常識 「活用自由自在」への第一歩を踏み出す本』こう書房、1991
- 『東大・先端研 「世界」を狙う「日本」の頭脳』NTT出版、1991
- 『バーチャル・リアリティ 仮想世界の創造と体感』KDDクリエイティブ、1992
- 『先端特許大戦争 数式でも特許になる時代』NTT出版、1993
- 『「ネオダマ」の時代 ダウンサイジングに失敗しないための書』NTT出版、1993
- 『マイクロマシン 驚異の極微技術』講談社現代新書、1993
- 『コンピュータ・ウイルス・ストーリー OSの死角に巣喰う破壊者』ティビーエス・ブリタニカ、1994
- 『マルチメディア 巨大新市場の実像』NTT出版、1994
- 『光って何だろう 先端技術の主役「光」』ダイヤモンド社、1996
- 『ここが危ない電子マネー 電子商取引の陥し穴とは何か?』日刊工業新聞社、1997
- 『身のまわりの最先端技術雑学事典 あっと驚く!なるほど納得!』日本実業出版社、1997
- 『ハイテク事件の裏側』NTT出版、1998
- 『わかりやすい液晶のはなし』日本実業出版社、1998
- 『「実践」2000年問題の危機管理 業務上「想定トラブル」のケーススタディ』PHP研究所、1999

### 翻訳
- ピーター・A.マクウィリアムス『ビジネスパソコン入門』パーソナルメディア、1986
- シドニー・カーリン,ノリス・パーカー・スミス『スーパーコンピュータ時代 実例でみる開発と利用の最前線』HBJ出版局、1989
- 『SIS経営革命 他社に先んじて市場を制するための企業情報戦略』日本実業出版社、1990

## 参考
- PHP研究所

| スタブアイコン | サブスタブ | この項目は、まだ閲覧者の調べものの参照としては役立たない、人物に関連した書きかけの項目です。この項目を加筆・訂正などしてくださる協力者を求めています（P:人物伝/PJ:人物伝）。 |